# Џојстик
Џојстик или играчка палица је рачунарски улазни уређај који се састоји од ручке којом се управља и која преноси свој угао нагнутости рачунару. Џојстици су углавном дводимензионални и подешени су тако да покретање ручке лево или десно сигнализира кретање по икс оси, а нагињање ручке напред (горе, од себе) или назад (доле, ка себи) сигнализира померање по ипсилон оси. Постоје и тродимензионални џојстици који окретањем ручке око своје осе шаљу сигнал за трећу осу.

## Употреба
Џојстици се углавном користе за контролу у рачунарским (видео) играма и углавном имају једно или више дугмади чије стање (притиснуто или не) рачунар може да прочита. Џојстици су били јако популарни током 1990-их година.
Осим као рачунарски додатак, џојстици се користе за контролисање и појединих машина као што су кранови, лифтови, додатни уређаји на камионима или инвалидска колица са самосталним погоном.

## Аналогни и дигитални џојстици
Постоје аналогни и дигитални џојстици. Аналогни џојстици преносе свој тачан угао нагнутости и углавном користе потенциометре. Дигитални џојстици дају само постојање или непостојање нагнутости у четири правца и њихове четири додатне комбинације (нпр. напред-десно) и углавном су се такви џојстици користили за видео-игре. Дигитални џојстици користе прекидаче уместо потенциометара.

## Повратни сигнал
Поједини џојстици имају и могућност повратног сигнала (feedback). У складу са сигналом рачунара џојстик може пружати отпор у кретању или може да вибрира.